# Tiercelet (Meurthe-et-Moselle)
Pour les articles homonymes, voir Tiercelet.
Tiercelet est une commune française située dans le département de Meurthe-et-Moselle, en région Grand Est.
Ses habitants sont les Tiercelins et les Tiercelines.

## Géographie

### Communes limitrophes
Les communes limitrophes sont  Bréhain-la-Ville, Hussigny-Godbrange, Thil, Villers-la-Montagne et Villerupt.
| Hussigny-Godbrange  |                  | Thil      |
| Villers-la-Montagne | Tiercelet        |           |
|                     | Bréhain-la-Ville | Villerupt |

### Hydrographie

#### Réseau hydrographique
La commune est traversée par la ligne de partage des eaux entre les bassins versants du Rhin et de la Meuse au sein du bassin Rhin-Meuse. Elle est drainée par le ruisseau la Moulaine,.
La Moulaine, d'une longueur de 12 km, prend sa source dans la commune  et se jette  dans la Chiers à Longwy, après avoir traversé six communes. 

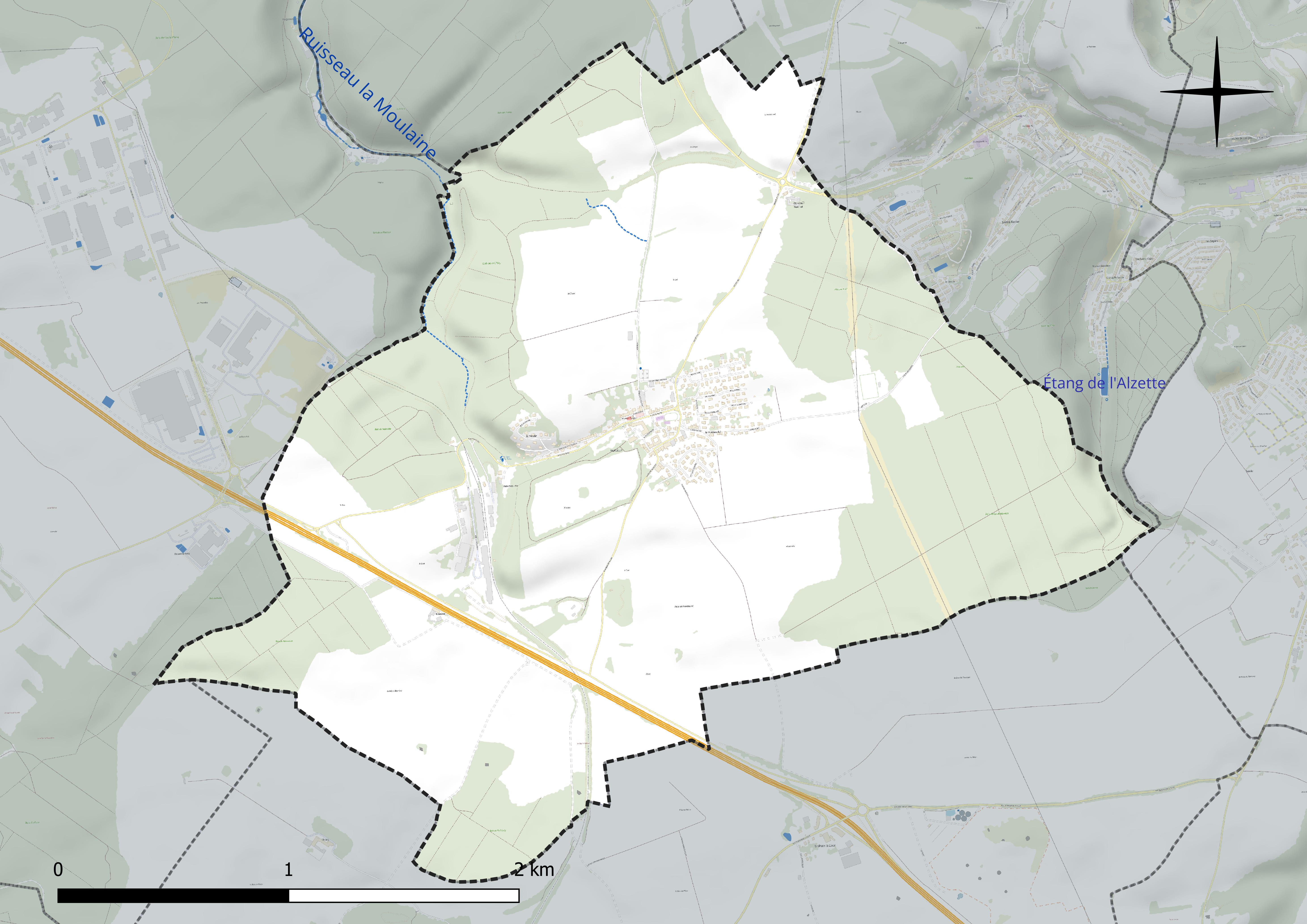
Réseau hydrographique de Tiercelet.

#### Gestion et qualité des eaux
Le territoire communal est couvert par le schéma d'aménagement et de gestion des eaux (SAGE) « Bassin ferrifère ». Ce document de planification concerne le périmètre des anciennes galeries des mines de fer, des aquifères et des bassins versants hydrographiques associés qui s’étend sur 2 418 km2. Les bassins versants concernés sont celui de la Chiers en amont de la confluence avec l'Othain, et ses affluents (la Crusnes, la Pienne, l'Othain), celui de l'Orne et ses affluents et celui de la Fensch, le Veymerange, la Kiesel et les parties françaises du bassin versant de l'Alzette et de ses affluents (Kaylbach, ruisseau de Volmerange). Il a été approuvé le 27 mars 2015. La structure porteuse de l'élaboration et de la mise en œuvre est la région Grand Est. 
La qualité des cours d’eau peut être consultée sur un site dédié géré par les agences de l’eau et l’Agence française pour la biodiversité. 

### Climat
Pour des articles plus généraux, voir Climat du Grand Est et Climat de Meurthe-et-Moselle.
En 2010, le climat de la commune est de type climat de montagne, selon une étude du Centre national de la recherche scientifique s'appuyant sur une série de données couvrant la période 1971-2000. En 2020, Météo-France publie une typologie des climats de la France métropolitaine dans laquelle la commune est exposée à un climat semi-continental et est dans la région climatique  Lorraine, plateau de Langres, Morvan, caractérisée par un hiver rude (1,5 °C), des vents modérés et des brouillards fréquents en automne et hiver. 
Pour la période 1971-2000, la température annuelle moyenne est de 8,8 °C, avec une amplitude thermique annuelle de 16,7 °C. Le cumul annuel moyen de précipitations est de 858 mm, avec 13,2 jours de précipitations en janvier et 9,4 jours en juillet. Pour la période 1991-2020, la température moyenne annuelle observée sur la station météorologique de Météo-France la plus proche, « Villette », sur la commune de Villette à 24 km à vol d'oiseau, est de 10,1 °C et le cumul annuel moyen de précipitations est de 909,4 mm. 
La température maximale relevée sur cette station est de 39 °C, atteinte le 25 juillet 2019 ; la température minimale est de −14,8 °C, atteinte le 20 décembre 2009,,. 
Les paramètres climatiques de la commune ont été estimés pour le milieu du siècle (2041-2070) selon différents scénarios d'émission de gaz à effet de serre à partir des nouvelles projections climatiques de référence DRIAS-2020. Ils sont consultables sur un site dédié publié par Météo-France en novembre 2022.

## Urbanisme

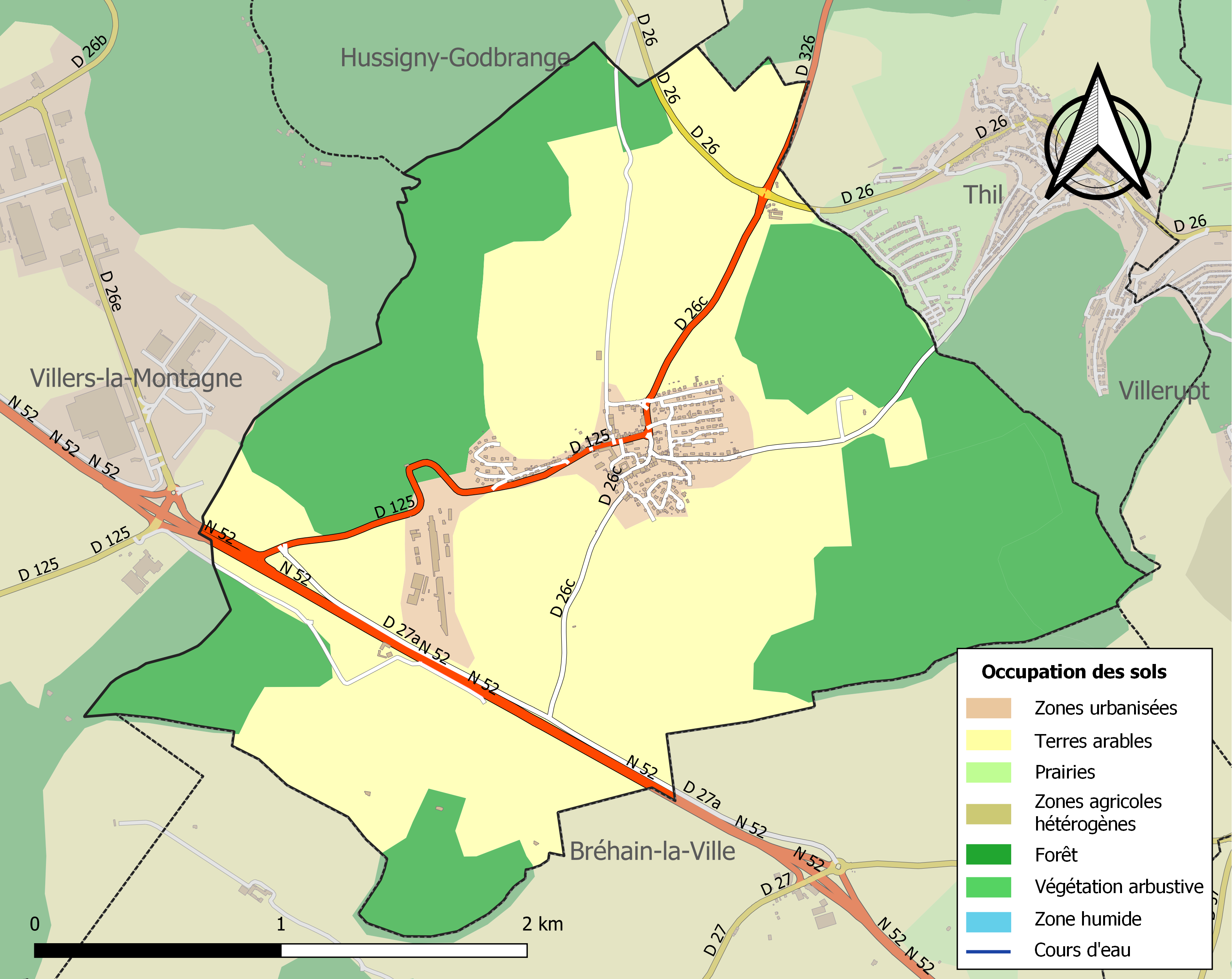
Carte des infrastructures et de l'occupation des sols de la commune en 2018 (CLC).

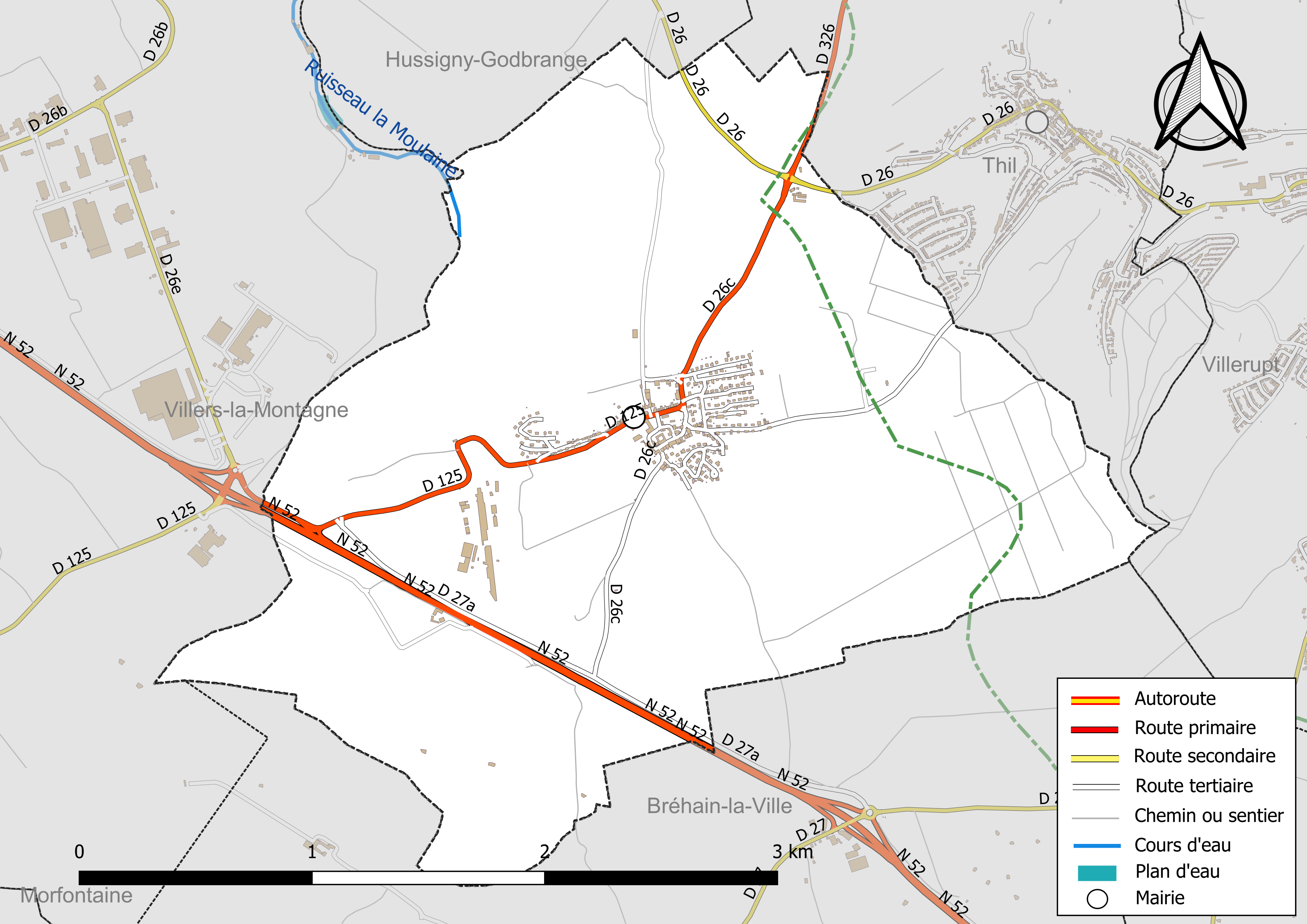
Carte hydrographique et des infrastructures de transport de la commune en 2022.

### Typologie
Au 1er janvier 2024, Tiercelet est catégorisée commune rurale à habitat dispersé, selon la nouvelle grille communale de densité à sept niveaux définie par l'Insee en 2022.
Elle est située hors unité urbaine. Par ailleurs la commune fait partie de l'aire d'attraction de Luxembourg (partie française), dont elle est une commune de la couronne,. Cette aire, qui regroupe 115 communes, est catégorisée dans les aires de 700 000 habitants ou plus (hors Paris),.

### Occupation des sols
L'occupation des sols de la commune, telle qu'elle ressort de la base de données européenne d’occupation biophysique des sols Corine Land Cover (CLC), est marquée par l'importance des territoires agricoles (52,3 % en 2018), en diminution par rapport à 1990 (53,2 %). La répartition détaillée en 2018 est la suivante : terres arables (52,1 %), forêts (41 %), zones urbanisées (6,6 %), prairies (0,2 %). L'évolution de l’occupation des sols de la commune et de ses infrastructures peut être observée sur les différentes représentations cartographiques du territoire : la carte de Cassini (XVIIIe siècle), la carte d'état-major (1820-1866) et les cartes ou photos aériennes de l'IGN pour la période actuelle (1950 à aujourd'hui).

### Habitat et logement
En 2020, le nombre total de logements dans la commune était de 293, alors qu'il était de 275 en 2015 et de 280 en 2010.
Parmi ces logements, 92,1 % étaient des résidences principales, 0,9 % des résidences secondaires et 6,9 % des logements vacants. Ces logements étaient pour 84,9 % d'entre eux des maisons individuelles et pour 15,1 % des appartements.
Le tableau ci-dessous présente la typologie des logements à Tiercelet en 2020 en comparaison avec celle de Meurthe-et-Moselle et de la France entière. Une caractéristique marquante du parc de logements est ainsi une proportion de résidences secondaires et logements occasionnels (0,9 %) inférieure à celle du département (2,1 %) et à celle de la France entière (9,7 %). Concernant le statut d'occupation de ces logements, 86,3 % des habitants de la commune sont propriétaires de leur logement (86,6 % en 2015), contre 57,3 % pour la Meurthe-et-Moselle et 57,5 pour la France entière.
| Typologie                                               | Tiercelet | Meurthe-et-Moselle | France entière |
| ------------------------------------------------------- | --------- | ------------------ | -------------- |
| Résidences principales (en %)                           | 92,1      | 88,6               | 82,1           |
| Résidences secondaires et logements occasionnels (en %) | 0,9       | 2,1                | 9,7            |
| Logements vacants (en %)                                | 6,9       | 9,3                | 8,2            |

## Toponymie
Le nom de la localité est attesté sous les formes Tiercelet (1291) ; Thierceley (1446) ; Tiercelle (1571) ; Thiercellet (1573) ; Tierselot (XVIIIe siècle).

Tichelaille en patois.
	
De Thiois ou Tiche qui serait la forme patoise de Deutsch « allemand » + Lar « pâturage ».
Le lieu-dit Bourennes est l'ancien chef-lieu du village, avant sa destruction complète pendant la guerre de Trente ans, est attesté sous les formes Burne (1193) ; Fontibus (1330) ; Bireng et Burange (1570), Birange (sans date) ; Bourenne (XIXe siècle) ; Bourène (XVIIIe siècle) (carte de Cassini).

Buren en francique luxembourgeois.
Cussange (ou Curlange) : ancien moulin de la commune de Tiercelet est attesté sous les formes Cussigny (1333), Curtenges (1385), Curtange (1385), Cussange et Curlange (XVIe siècle).

## Histoire
Tiercelet était un village du Barrois, appartenant à l’archevêché de Trèves, doyenné de Luxembourg ; l’abbé de Villers-Bettnach nommait à la cure.

### Temps modernes
Les ravages de la guerre de Trente Ans causèrent l’abandon de l’ancien village (actuellement lieu-dit Bourenne/Bourène) et le regroupement actuel autour du château du XIVe siècle, démoli en 1671 sur ordre de Louis XIV.

### Époque contemporaine
En 1817, Tiercelet avait pour annexes la ferme de Bourenne et le moulin de Cussange. À cette époque, il y avait 273 habitants répartis dans 48 maisons.

## Politique et administration

### Rattachements administratifs
La commune se trouve dans l'arrondissement de Briey du département de Meurthe-et-Moselle.
Elle faisait partie de 1801 à 1973  du canton de Longwy, année où elle intègre le canton de Villerupt. Dans le cadre du redécoupage cantonal de 2014 en France, cette circonscription administrative territoriale a disparu, et le canton n'est plus qu'une circonscription électorale.

### Rattachements électoraux
Pour les élections départementales, la commune fait partie depuis 2014 d'un nouveau canton de Villerupt porté à 14 communes
Pour l'élection des députés, elle fait partie de la troisième circonscription de Meurthe-et-Moselle.

### Intercommunalité
La commune est membre de la communauté d'agglomération dénommée depuis 2021 Grand Longwy Agglomération, un établissement public de coopération intercommunale (EPCI) à fiscalité propre créé en 2017 sous le nom de communauté d'agglomération de Longwy par transformation de la  communauté de communes de l'Agglomération de Longwy  et auquel la commune  a adhéré en 2014 en lui transférant un certain nombre de ses compétences, dans les conditions déterminées par le code général des collectivités territoriales.
Cette communauté de commune avait elle-même été créée en 2002 par transformation d'un district constitué en 1960 et qui avait progressivement intégré d'autres communes.
La commune est également membre de l'Agglomération transfrontalière du pôle européen de développement.

### Liste des maires
| Période                                  | Période                   | Identité            | Étiquette | Qualité                                                                                                   |
| ---------------------------------------- | ------------------------- | ------------------- | --------- | --- |
| Les données manquantes sont à compléter. |                           |                     |           | |
| février 1992                             | 2020                      | Michel Brier        |           | Électricien retraité de l’usine Socotub Mort en fonction                                                  |
| mai 2020                                 | En cours (au 6 juin 2023) | Frédéric Karleskind |           | Professeur de lettres et histoire-géographie Vice-président de la CA Grand Longwy Agglomération (2020 → ) |

## Population et société

### Démographie
L'évolution du nombre d'habitants est connue à travers les recensements de la population effectués dans la commune depuis 1793. Pour les communes de moins de 10 000 habitants, une enquête de recensement portant sur toute la population est réalisée tous les cinq ans, les populations de référence des années intermédiaires étant quant à elles estimées par interpolation ou extrapolation. Pour la commune, le premier recensement exhaustif entrant dans le cadre du nouveau dispositif a été réalisé en 2006.

En 2022, la commune comptait 635 habitants, en évolution de −3,05 % par rapport à 2016 (Meurthe-et-Moselle : −0,13 %, France hors Mayotte : +2,11 %).
| 1793 | 1800 | 1806 | 1821 | 1836 | 1841 | 1861 | 1866 | 1872 |
| ---- | ---- | ---- | ---- | ---- | ---- | ---- | ---- | ---- |
| 260  | 252  | 241  | 268  | 339  | 366  | 321  | 299  | 262  |

| 1876 | 1881 | 1886 | 1891 | 1896 | 1901 | 1906 | 1911 | 1921 |
| ---- | ---- | ---- | ---- | ---- | ---- | ---- | ---- | ---- |
| 320  | 283  | 294  | 296  | 395  | 329  | 499  | 358  | 316  |

| 1926 | 1931 | 1936 | 1946 | 1954 | 1962 | 1968 | 1975 | 1982 |
| ---- | ---- | ---- | ---- | ---- | ---- | ---- | ---- | ---- |
| 341  | 353  | 341  | 214  | 282  | 358  | 366  | 429  | 544  |

| 1990 | 1999 | 2006 | 2011 | 2016 | 2021 | 2022 | - | - |
| ---- | ---- | ---- | ---- | ---- | ---- | ---- | - | - |
| 538  | 504  | 627  | 648  | 655  | 645  | 635  | - | - |

## Culture locale et patrimoine

### Lieux et monuments
- Ancien moulin de Curlange.

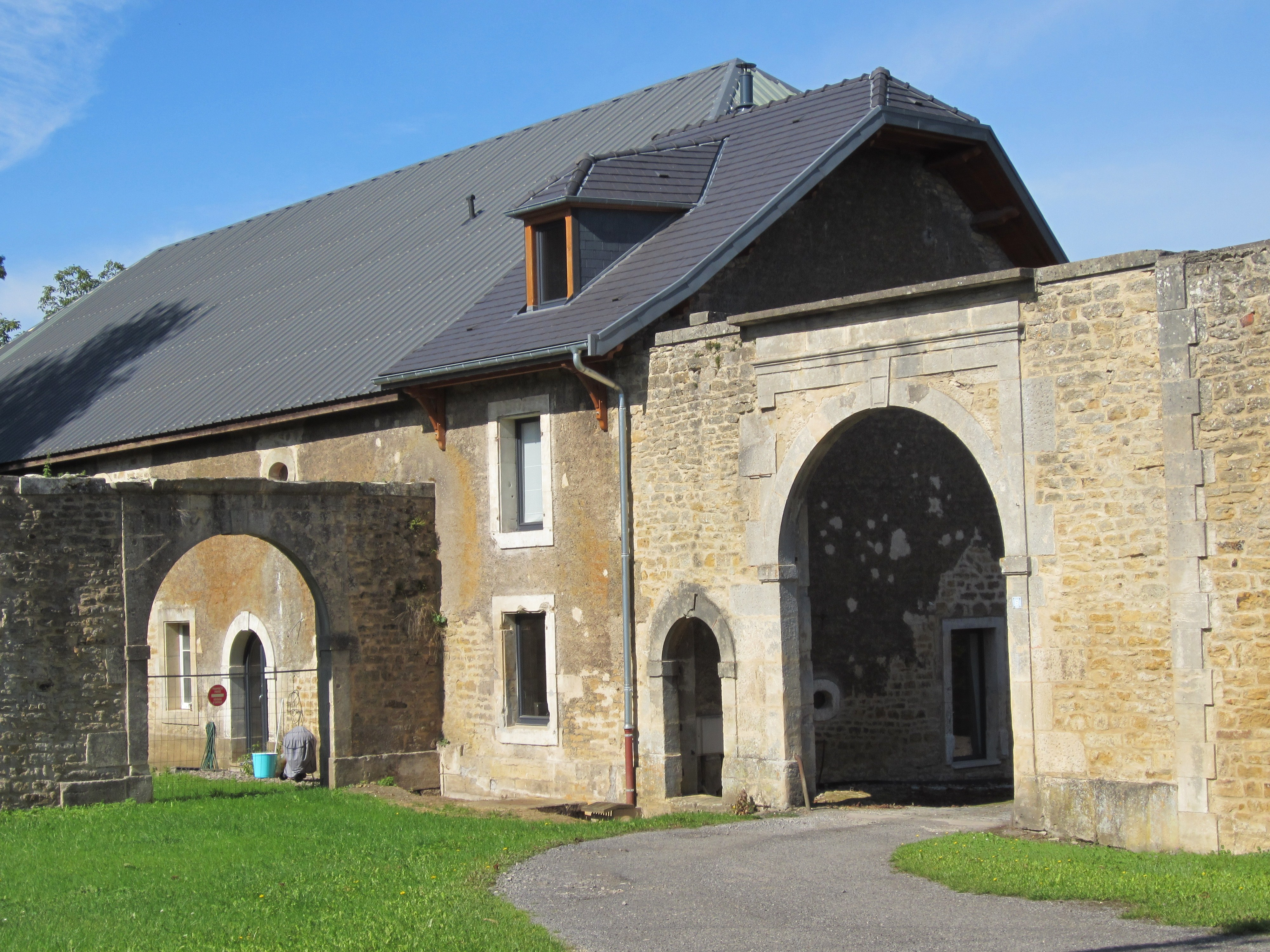
Porte du château.

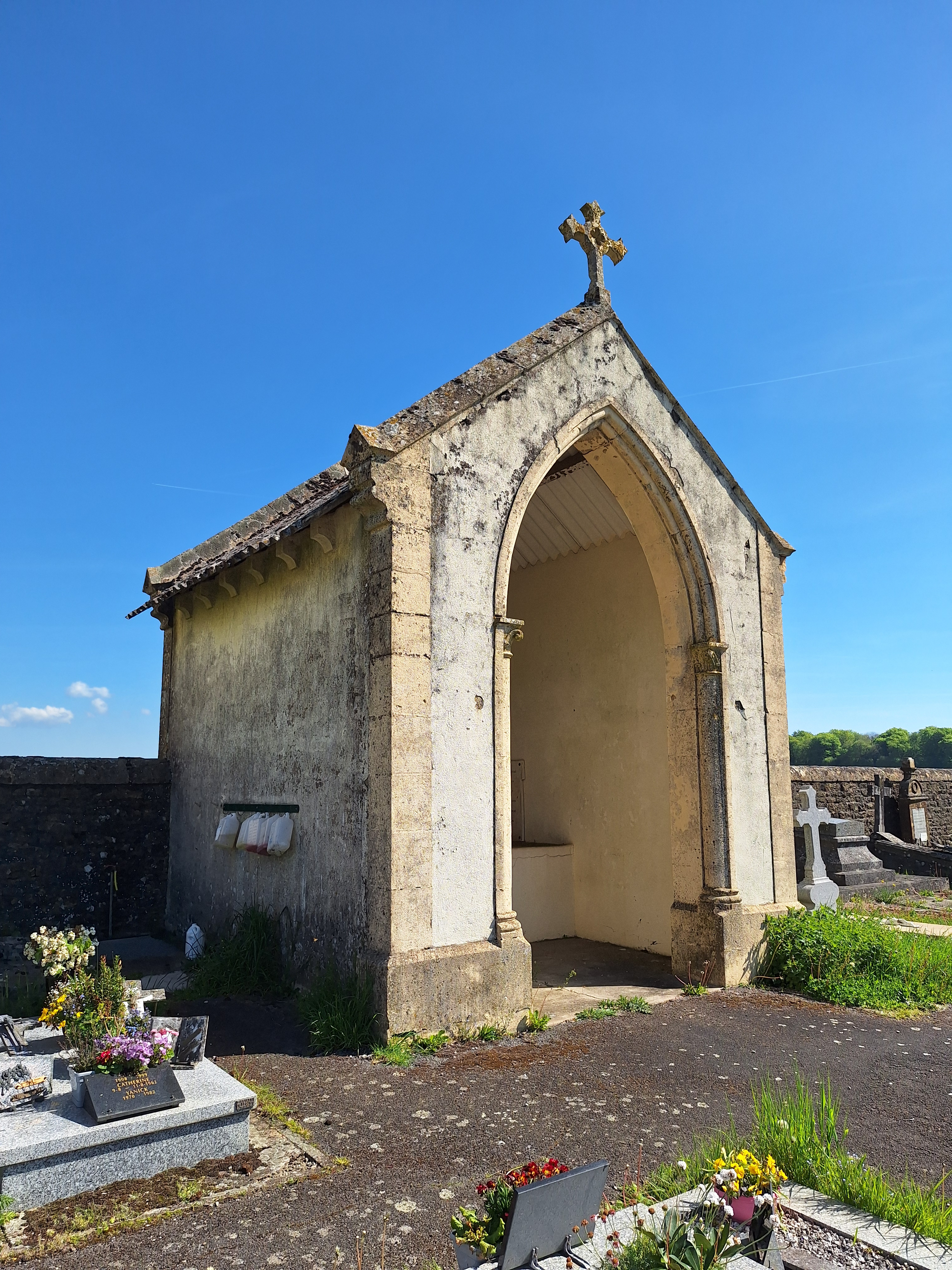
chapelle du cimetière.

- Château reconstruit ou transformé en 1826 en remplacement d’une ancienne maison forte mentionnée en 1329[29], détruite pendant la guerre de Trente Ans, démantelée en 1671 par ordre de Louis XIV et à nouveau détruite au moment de la Révolution.
Propriété de la famille d’Autel jusqu’en 1718, racheté par les barons d’Eltz puis passé par héritage au milieu du XVIIIe siècle aux comtes d’Hunolstein, vendu à un négociant de Verdun au moment de la Révolution, le domaine fut racheté en 1822 par Jean-Baptiste Pacotte, maître de forges à Villerupt et conseiller général, qui fit reconstruire le château. Par mariage, il est passé à la famille de Ladonchamps qui en est toujours propriétaire. Les bâtiments, organisés autour d’une vaste cour, sont composés à l’ouest du logis (isolé), au nord de la ferme, à l’est et au sud-est des parties agricoles. Au sud-ouest, deux portails sont accolés à un bâtiment agricole isolé.

- Église paroissiale Saint-Rémy reconstruite vers 1670 ; chœur et avant-chœur reconstruits en 1854 ; les travaux, interrompus pendant 37 ans, reprirent en 1891 et la première pierre de la nef fut posée le 9 juin 1891 ; nef et tour reconstruites de 1891 à 1893, église consacrée en 1893, clocher rénové en 1978, chemin de croix en terre cuite 1896.
- Presbytère du XVIIe siècle, trois maisons du XVIIIe siècle.
- Croix en pierre encastrées dans les murs des maisons.
- Chapelle du cimetière

### Héraldique, logotype et devise
| Blason de Tiercelet | Blason  | D'azur à deux barbeaux adossés d'or, accostés de deux croix de Lorraine de même, accompagnés d'une croix recroisetée d'argent en chef, et d'un tau de même en pointe. |
| Blason de Tiercelet | Détails | Tiercelet faisait partie de la châtellenie de Villers-la-Montagne, commune voisine. Le blason communal reprend celui de Villers la Montagne en remplaçant la croix recroisetée en pointe par un tau, initiale de la commune. Le statut officiel du blason reste à déterminer. |

## Pour approfondir